# Jamie Wright
Jamie Wright (* 13. Mai 1976 in Kitchener, Ontario) ist ein ehemaliger kanadischer Eishockeyspieler, der im Verlauf seiner aktiven Karriere zwischen 1993 und 2013 unter anderem 129 Spiele für die Dallas Stars, Calgary Flames und Philadelphia Flyers in der National Hockey League (NHL) auf der Position des linken Flügelstürmers bestritten hat. Darüber hinaus absolvierte Wright weitere 138 Partien für die DEG Metro Stars und Frankfurt Lions in der Deutschen Eishockey Liga (DEL).

## Karriere
Wright begann seine professionelle Eishockeykarriere im Sommer 1993 in der kanadischen Juniorenliga Ontario Hockey League (OHL) bei den Guelph Storm. Bereits in seiner ersten Saison zeigte der Flügelstürmer sein Talent und erzielte in 65 Spielen 32 Scorerpunkte, woraufhin einige Scouts aus der National Hockey League (NHL) auf ihn aufmerksam wurden. Während des NHL Entry Draft 1994 wurde der Linksschütze in der vierten Runde an insgesamt 98. Stelle von den Dallas Stars ausgewählt, zu denen er zur Spielzeit 1996/97 wechselte. Allerdings wurde Wright von den Stars überwiegend beim Farmteam, den Michigan K-Wings, in der International Hockey League (IHL) eingesetzt und stand erst im folgenden Jahr erstmals im Kader der Stars, für die er in dieser Saison 21 Spiele und sechs Scorerpunkte erzielen konnte.
Nach einem kurzen Intermezzo bei den Utah Grizzlies schloss sich der damals 25-Jährige im Sommer 2001 als Free Agent den Calgary Flames an. Auch in der Organisation der Flames konnte sich der Angreifer nicht durchsetzen und wechselte im Januar 2003 im Tausch gegen zukünftige Gegenleistungen (future considerations) zu den Philadelphia Flyers. Es folgten zwei weitere Jahre in der American Hockey League (AHL), ehe sich Jamie Wright im Sommer 2005 zu einem Wechsel nach Europa entschied. Zunächst unterschrieb der Kanadier einen Vertrag in der finnischen SM-liiga bei Rauman Lukko, der jedoch noch während der Saison aufgelöst wurde, woraufhin der Linksschütze in die Schweizer Nationalliga A (NLA) zum Genève-Servette HC wechselte. Dort gehörte Wright zum Stammkader und war einer der wichtigsten Scorer im Team. Insgesamt absolvierte der Stürmer 49 Spiele für den GSHC, in denen er 48 Scorerpunkte erzielte.
Zur Spielzeit 2007/08 erhielt Wright einen Einjahresvertrag bei den DEG Metro Stars, der am Ende der Saison jedoch nicht verlängert wurde. Daraufhin schloss sich der Angreifer dem Ligakonkurrenten Frankfurt Lions an. Wegen einer Verletzung die Wright im Verlauf der Saison 2008/09 erlitten hatte, konnte er nur 32 Spiele für die Lions bestreiten. Er schoss vier Tore und gab sieben Vorlagen. Zudem wurde er öfters als Verteidiger eingesetzt, da die Hessen große Personalsorgen hatten. Während der Spielzeit 2009/10 absolvierte er zehn Begegnungen für den HC Sierre aus der Schweizer National League B (NLB), kehrte im Anschluss allerdings wieder nach Frankfurt zurück. Im Mai 2010 wurde Wright vom EHC Basel Sharks verpflichtet, mit dem er in seiner ersten Saison die Playoffs erreichte. Nach dem Ausscheiden aus den Playoffs entschied Wright seinen Kontrakt beim EHC Basel um zwei Jahre zu verlängern. Nach der Saison 2012/13, in deren Verlauf er im Januar 2013 als spielender Assistenztrainer in den Trainerstab aufgestiegen war, beendete der 37-Jährige seine professionelle Karriere und pausierte die folgenden zwei Jahre mit Eishockey auf Vereinsebene. In der Spielzeit 2015/16 lief der Kanadier in sechs Partien für die Brantford Blast im Allan Cup auf Amateurebene auf.

### International
Mit der kanadischen U20-Nationalmannschaft nahm Wright an der Junioren-Weltmeisterschaft 1996 teil, bei der er mit der Mannschaft die Goldmedaille gewann. In sechs Turnierspielen steuerte der Stürmer drei Punkte zum Gewinn des Weltmeistertitels bei. Für die kanadische A-Nationalmannschaft stand er bei der Weltmeisterschaft 2002 auf dem Eis. Mehr als sechs Jahre später gehörte Wright ebenfalls zum Kader beim Deutschland Cup 2008.

## Erfolge und Auszeichnungen
- 1995 Bobby Smith Trophy
- 1996 Goldmedaille bei der Junioren-Weltmeisterschaft
- 1996 OHL Third All-Star Team

## Karrierestatistik

### International
Vertrat Kanada bei:
- Junioren-Weltmeisterschaft 1996
- Weltmeisterschaft 2002

(Legende zur Spielerstatistik: Sp oder GP = absolvierte Spiele; T oder G = erzielte Tore; V oder A = erzielte Assists; Pkt oder Pts = erzielte Scorerpunkte; SM oder PIM = erhaltene Strafminuten; +/− = Plus/Minus-Bilanz; PP = erzielte Überzahltore; SH = erzielte Unterzahltore; GW = erzielte Siegtore; 1 Play-downs/Relegation; Kursiv: Statistik nicht vollständig)